# Братская могила советских воинов и подпольщиков (Кривой Рог)
Братская могила советских воинов и подпольщиков — памятник истории Великой Отечественной войны в Долгинцевском районе города Кривой Рог Днепропетровской области.

## История
Изначальное название — Братская могила 34 подпольщиков (группы под руководством В. Г. Козиненко и Ю. М. Козаченко), расстрелянных 29 июня 1942 и 30 июня 1943 года.
9 мая 1956 года состоялось открытие стелы с именами 34 подпольщиков. Художник Г. Г. Хриенко.
8 августа 1970 года, решением Днепропетровского облисполкома № 618, братская могила взята на учёт с охранным номером 1677.
В 1983 году произведена реконструкция. Архитектор В. И. Трембач, художник Л. О. Давыдов, исполнитель трест «Криворожиндустрстрой». Во время реконструкции произошло перезахоронение воинов частей 195-й стрелковой дивизии 46-й армии, погибших в боях за освобождение посёлка Долгинцево. Установлено 5 пилонов, символизирующих знамёна, гранитные надгробия, вечный огонь, 14 гранитных плит с именами похороненных.

## Характеристика
Памятник местного значения в парке Железнодорожников по улице Серафимовича в Долгинцевском районе.
Представляет собой мемориальный комплекс, из братской могилы, пяти пилонов, вечного огня, мемориальных плит с именами погребённых и двух декоративных стен.
Пилоны высотой 8,5 м на расстоянии 0,5 м друг от друга. Сложены из кирпича, обложенного полированными плитками розово-коричневатого гранита. Общие размеры надгробия 3×7 м. На четырёх ближайших к пилонам плитах размещена 5-лучевая объёмная железная звезда вечного огня, размерами 1,25×1,25 м.
14 полированных плит из коричневатого гранита, по 7 штук по обе длинные стороны надгробия под острым углом к нему и параллельно сторонам комплекса. Размеры плит 1,9×1 м. Общие размеры рядов мемориальных плит: 2,1×6,1 м. На плитах отчеканены фамилии, инициалы и возле некоторых — воинские звания.
Согласно списку увековеченных воинов по состоянию на 2017 год известно о 143 погибших воинах и 34 подпольщиках. Согласно данным Долгинцевского райвоенкомата за 1992 год в братской могиле похоронен 181 человек (146 военнослужащих и 35 подпольщиков).